# بزرگراه میان‌ایالتی ۵۵
بزرگراه میان ایالتی ۵۵ (به انگلیسی: Interstate-55، مخفف:I-55) یکی از بزرگراه‌های میان ایالتی آمریکاست که مسیر شمالی-جنوبی داشته و زیرمجموعه دارد. این بزرگراه، از بزرگترین بزرگراه‌های آمریکاست.